# كنائس الفلبين الباروكية
كنائس الفلبين الباروكية هي مجموعة مكونة من أربع كنائس باروكية في الفلبين تعود إلى عهد الاستعمار الإسباني، وضمت إلى لائحة التراث العالمي لليونسكو في عام 1993. تُعد الكنائس أيضًا ثروة ثقافية وطنية للبلاد.

## موقع التراث العالمي رقم 677
تنقيح عام 2013 لموقع التراث العالمي لليونسكو (دبليو إتش إس) 677، كنائس الفلبين الباروكية.

## الإطار التاريخي
بدأ ظهور العناصر الباروكية في هندسة الفلبين المعمارية نتيجة لعدد من الظروف المختلفة، وعلى وجه الخصوص في الهندسة المعمارية للكنيسة. خلال فترة الاستعمار الإسباني (1521-1898)، وصل المبشرون الإسبان مشاركين هندستهم المعمارية المستلهمة من بلدهم الأصلي بالإضافة إلى دينهم. اعتقد الإسبان أن بناء الكنيسة الشائع في الفلبين موقع غير ملائم للعبادة، فكان لدى الإسبان رغبة بتشييد كنائس طويلة الأمد دليلًا على قوة الرب. لم يتعلم أغلب المبشرين الإسبان الهندسة أو الهندسة المعمارية، لذلك ساهم السكان المحليون بمن فيهم الفلبينيون والمهاجرون الصينيون بتصميم الكنائس المحلية وتشييدها جنبًا إلى جنب مع الرهبان الإسبان. دُمجت التصاميم الإسبانية بطراز شرقي بديع بواسطة الجمع بين أفكار المبشرين الإسبان والسكان المحليين على نحوٍ فعال. شكّل الوصول المحدود إلى مواد معينة والحاجة إلى إعادة التشييد والتأقلم مع الكوارث الطبيعية المتضمنة الحرائق والزلازل جماليةَ هيئة الكنيسة أيضًا، ما أنتج أسلوبًا يُسمى النمط الباروكي الزلزالي.
تمتلك كنائس الفلبين الباروكية الأربعة دلالةً ثقافية مهمة وتأثيرًا على تصاميم الفلبين المعمارية المستقبلية، لذلك صنفت على أنها أماكن تراث عالمي لليونسكو. تبدي الكنائس مميزات محددة تعبر عن «حصن الباروك»، مثل الجدران السميكة وواجهات البناء العالية التي تقدم الحماية ضد السُلّاب أو الكوارث الطبيعية. تمثل الرموز الدقيقة والمشاهد المختارة بدقة من حياة يسوع الطرازَ الباروكي في الكنائس الأربعة، إذ تربط القيم الكاثوليكية التقليدية من إسبانيا بمكونات الجزيرة، مثل سعف النخيل أو الملابس التقليدية المزخرفة لقديسي الجزيرة، بالإضافة إلى مشاهد من الكتاب المقدس. يبيّن ديكور الزخرفة الفاخرة السلوك الفلبيني المتعلق بجمالية التزيين، الذي يُسمى رعب الفراغ، أو «الخوف من المساحات الفارغة». يتضح التوق لإشغال المساحات البسيطة بزخرفة الكنائس، التي تعج بالزخارف الثقافية من العالم الغربي جنبًا إلى جنب مع المكونات الفلبينية التقليدية.

### كنيسة سان أوغسطين في مانيلا

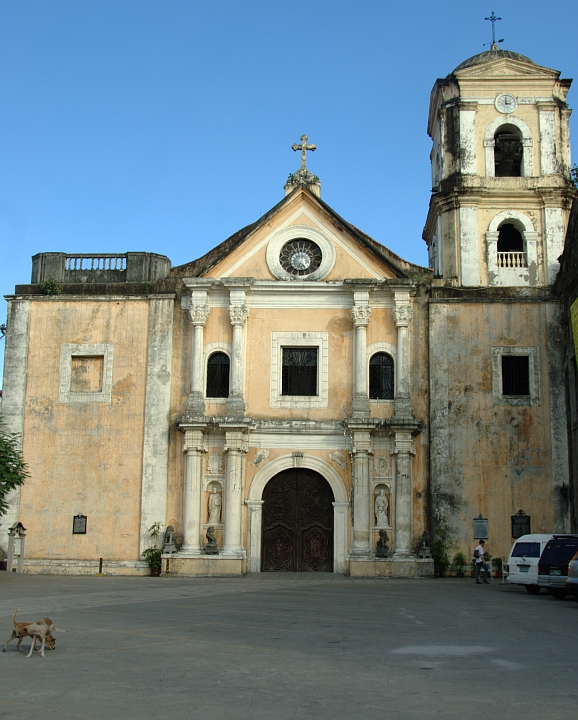
كنيسة سان أوغسطين في مانيلا

تُعدّ كنسية سان أوغسطين أول كنيسة شُيدت في جزيرة لوزون في عام 1571 فورًا بعد دخول الإسبان لمانيلا، وتشتهر أيضًا باسم كنيسة سيدة الحبل بلا دنس وتقع في مانيلا. حُدد مكان الكنيسة في مدينة إنتراموروس في الفلبين بأمر الأوغسطينيين، وهم أول المبشرين. استُبدل بأقدم مبنى مشيد من الخشب وسعف النخيل كنيسةٌ وديرٌ من الحجر، وصار الدير لاحقًا منزلًا للأم الأوغسطينية في الفلبين.
صارت مياغاو أبرشية منفصلة في عام 1731، حين شُيدت كنيسة ودير بسيطين. ومع ذلك، تم إعمار المدينة في موقع أكثر أمانًا بعد التخريب الذي سببه هجوم قراصنة مسلمين في عامي 1741 و1754. أُنشئت الكنيسة الجديدة، التي شُيدت بين عامي 1787-1797، لتكون حصنًا لمقاومة الهجمات الإضافية. ومع ذلك، تضررت كثيرًا بالنيران خلال الثورة ضد إسبانيا في عام 1898 والحرب العالمية الثانية. أُضيف برجا الناقوس في عام 1854، ولكن كان من الضروري هدم البرج الشمالي لتشققه في زلزال عام 1880. كان لا بد من التخلي عن الكثير من جمالية الكنيسة دعمًا للمتانة والأداء الوظيفي بسبب خطورة الكوارث الطبيعية.
تعود تاريخ الأعمال الفنية التي تميّز بها القسم الداخلي للكنيسة إلى القرن التاسع عشر، مع لوحات فن الترمبلوي للرسامَين الإيطاليين آلبيروني وديبيلا، لكنها تعدّت جداريات فن التيمبرا الأصلي. كان للكنيسة وفرة من الممتلكات تشتمل على مذبح جميل، ومنبر الوعظ، ومنصة جوقة الترتيل. تشمل الكنيسة أجزاء شرقية على هيئة كلاب فو الصينية حول مدخل البناية أيضًا. إن مجموعة الكنائس الجانبية الصغيرة الواقعة على جهتي صحن الكنيسة هي من الأشياء المهمة بصورة خاصة، وتعزل بينها جدران تؤدي دور دعامات للحائط. السرداب الأسطواني الحجري والقبة والردهة المحدبة كلها مميزة في الفلبين، وكذلك الزخرفة التي تجسد شكل النباتات المحلية غالبًا. كان مجمع الدير مرتبطًا في ما مضى بواسطة مجموعة من الأديرة، والأروقة، والفناءات، والحدائق. عند تحرير مانيلا في عام 1945، كانت الكنيسة هي المبنى الوحيد الذي نجا في إنتراموروس.
يرقد في الكنيسة الجانبية الصغيرة جثمان الإسباني ميغيل لوبيز دي ليغازبي، وهو مُنشئ مدينة مانيلا عاصمة الفلبين.

### كنيسة سانتا ماريا

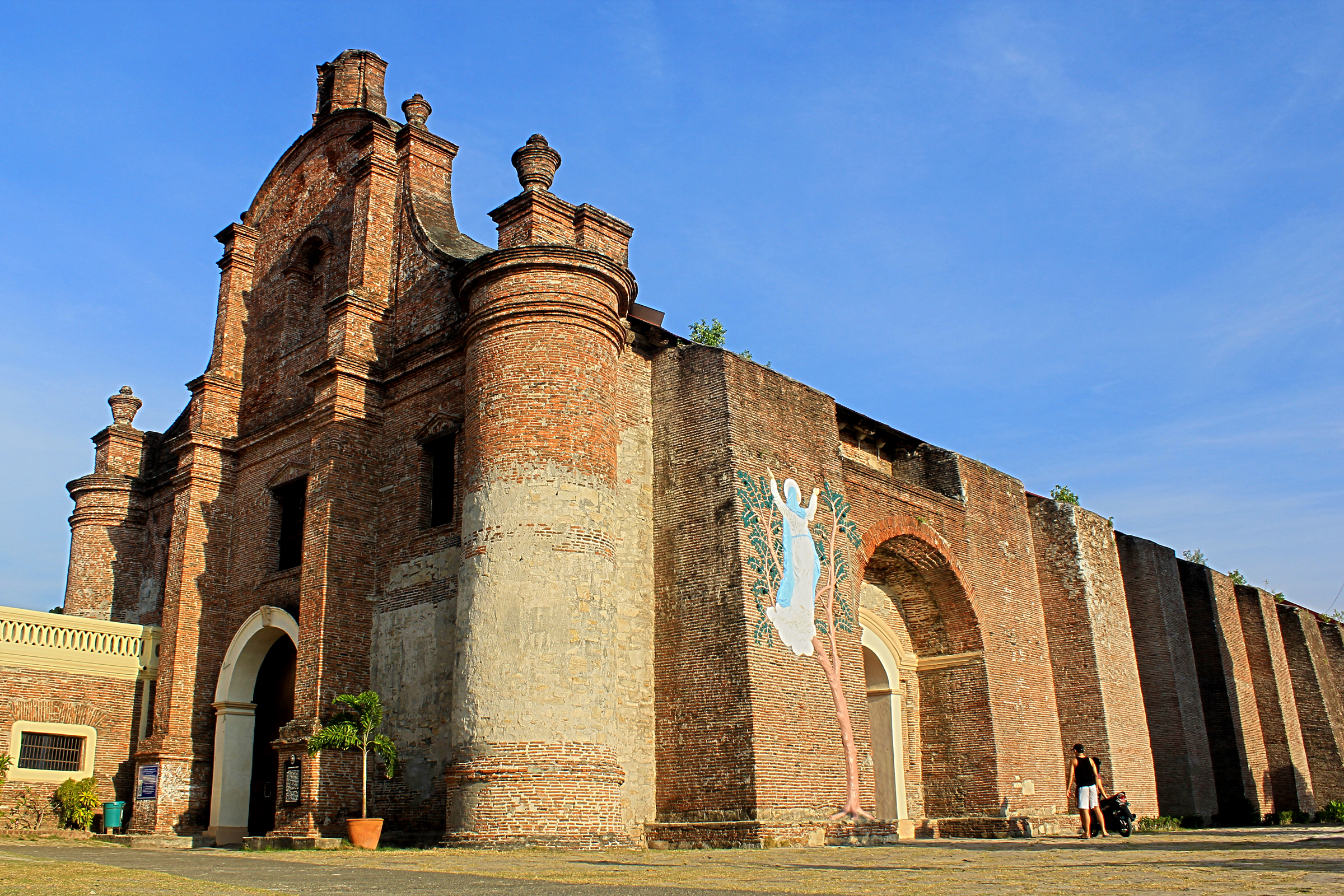
كنيسة سانتا ماريا

تقع هذه الكنيسة، المعروفة أيضًا باسم كنيسة انتقال السيدة العذراء، في بلدية سانتا ماريا، إيلوكوس سور. على خلاف باقي كنائس المدينة في الفلبين، التي تماثل التقاليد المعمارية الإسبانية في ما يتعلق بوجودها في الساحة العامة، تقع كنيسة نويسترا سينيورا دي لا أسونثيون مع الدير الخاص بها في مقاطعة سانتا ماريا على تل مطوق بجدار حماية. الأمران غير الاعتياديان الآخران هما توضّع الدير بصورة موازية لواجهة الكنيسة وتوضع برج الناقوس المنفصل (ميزة الهندسة المعمارية الفليبينية الإسبانية) في مركز جدار الصحن. كان هذا ما فرضه التل الذي تقع عليه.
تأخذ الكنيسة المشيدة من القرميد النسق الفلبيني القياسي، إذ تحجب الواجهة الفخمة أبعاد السقف المستقيم الذي يغطي البناء المستطيل الطويل. يُزعم أن الكنيسة قد شُيدت على عوامة صلبة كتدبير احتياطي تجاه ضرر الزلزال. الجدران غير مزخرفة، لكنها تملك مداخل جانبية منقوشة بعناية ودعامات متينة.

### كنيسة باواي

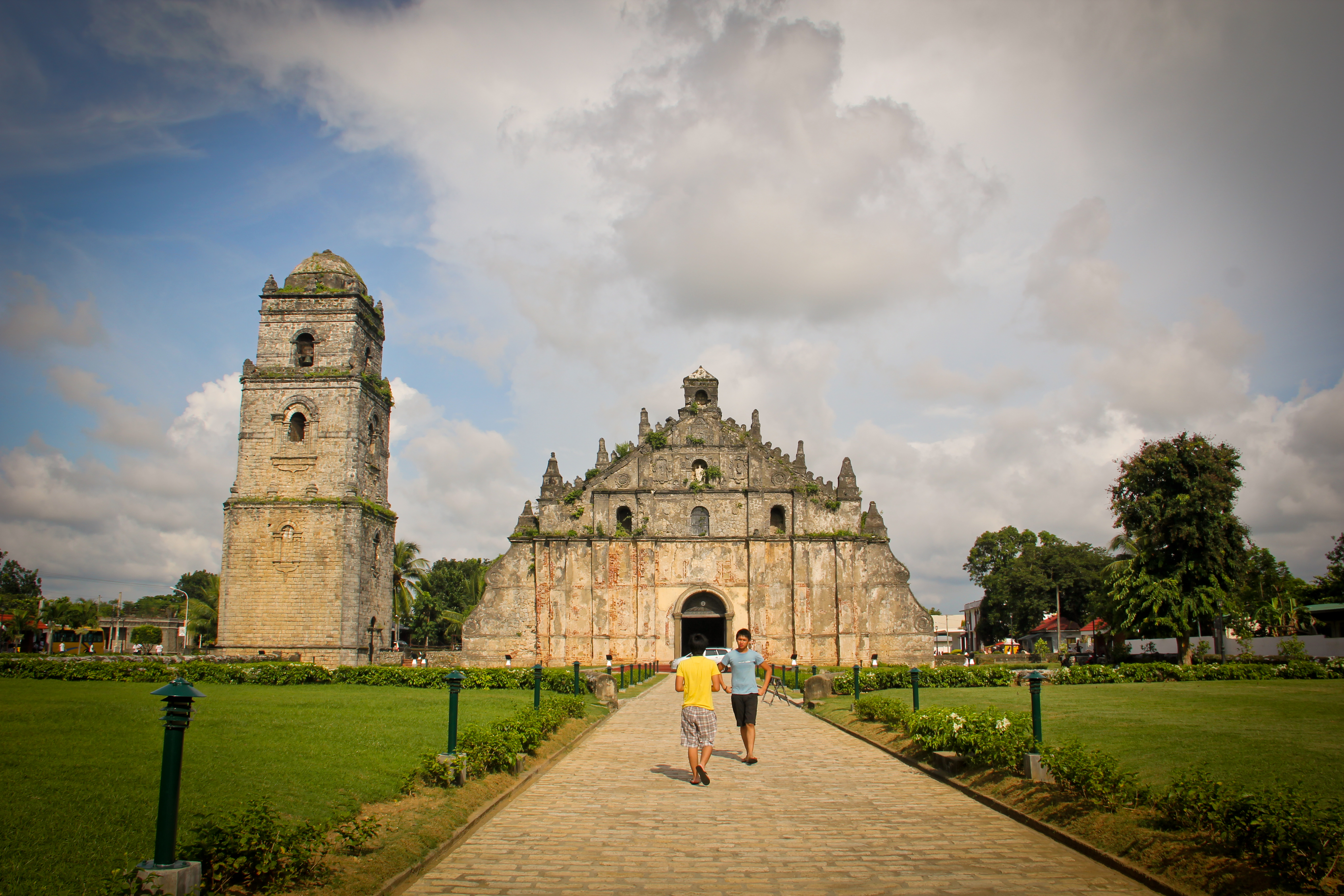
كنيسة باواي

تقع كنيسة باواي، المعروفة أيضًا باسم كنيسة سان أوغسطين، في باواي، إيلوكوس نورت. وهي أروع نموذج من نمط الهندسة المعمارية الباروكية الزلزالية في الفلبين. تتراصف أربع عشرة دعامة حائط على شكل خطوط حلزونية ضخمة تسند الخطوط الأصغر وتعلوها قمم هرمية. يمتلك زوج من الدعائم المقترنة في وسط كل جدار للصحن سلالم لبلوغ السقف. شُيدت أغلب الجدران والجزء السفلي للحنية من كتل الأحجار المرجانية، وأُكملت الأجزاء العلوية بالقرميد، لكن هذا الترتيب معكوس في الواجهة. يقع برج الناقوس الكبير المصنوع من الأحجار المرجانية، الذي أُضيف بعد إنجاز الكنيسة بنصف قرن، على بعد مسافة ما من الكنيسة، وذلك أيضًا للحماية من الأضرار خلال الزلازل. يحظى برج الناقوس باهتمام بارز لأن الطبقات المستدقة تعزز الطراز الشرقي، وهي بنية فريدة تعكس تصميم معبد باغودا. إن السطح الخارجي للكنيسة مصنوع من الحجر المرجاني والقرميد، المثبتين معًا بمادة الملاط المكونة من عصير قصب السكر، وأوراق المانجو، وقش الأرز، وغيرها. تملك واجهة الكنيسة انطباعًا من العمارة القوطية بأعمدة مستطيلة تمتد من الأعلى إلى الأسفل تخلق نزعة عمودية قوية. في حين زُخرف القسم الخارجي بتصاميم على شكل زهور وعناصر نباتية مشابهة للمعابد الجاوية، فإن القسم الداخلي مجرد ومهيب نوعًا ما. يُظهِر السقف الداخلي للكنيسة اليوم محاكاة للمشاهد الرائعة التي رُسمت عليه في الأصل.

### كنيسة مياغايو

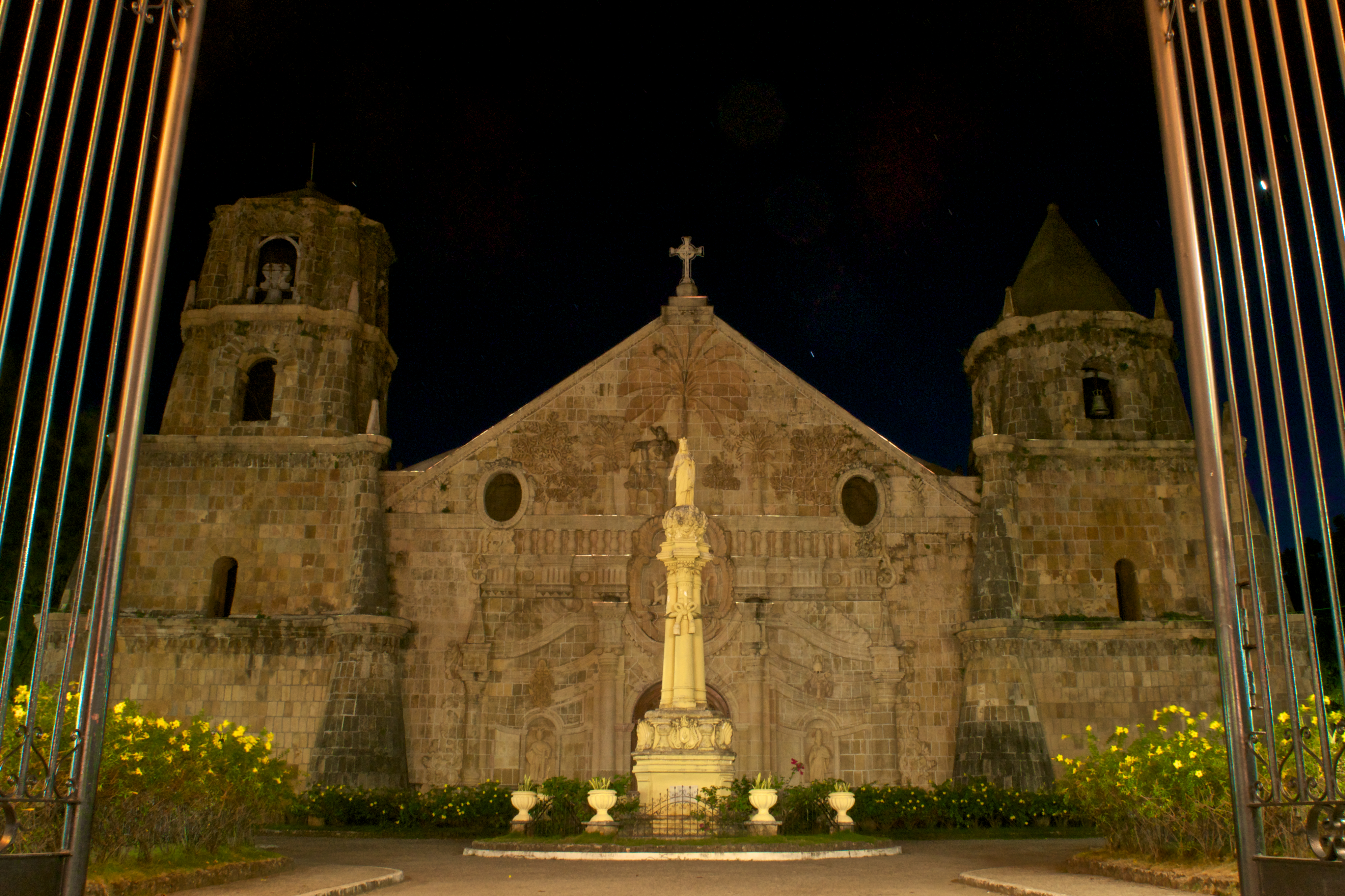
كنيسة مياغايو

تقع كنيسة مياغايو، المعروفة أيضًا باسم كنيسة سانتو توماس دي فيلانويفا، في أكثر منطقة مرتفعة في مياغايو، إلويلو. تُعد أبراج الكنيسة نقاط مراقبة لإغارات المسلمين ويُذكر أنها أحسن نموذج باقٍ من «حصن الباروك». يتمثل التغيير الفلبيني لجوانب الزخرفة الغربية بالواجهة الفخمة للكنيسة، مع وجود رمز للقديس كريستوفر في المدخل وهو يلبس ملابس محلية، ويحمل الطفل المسيح على ظهره، ويمسك بنخلة جوز الهند لنيل المساندة. أُحيطت الواجهة المزخرفة كليًا بوفرة ببرجَي ناقوس مستدقَّي الطرف كبيرين ومتفاوتين في الارتفاع. إن برجي الناقوس غير متماثلين لكونهما قد صُمما بواسطة كاهنين مختلفين في حدثين متفرقين. يبرز في القسم الداخلي للكنيسة مذبح ضخم يُعتقد أنه نفس المذبح الأصلي الذي يعود إلى العقد الأول من القرن الثامن عشر، والذي فُقد في حريق لكنه استُرجع في عام 1982. المذبح مطلي بالذهب مع تصاميم باروكية، ويتشكل من ثلاث فجوات تحوي تمثال القديس توماس الفيلانوفي، وتمثال القديس جوزيف، وتمثال صلب المسيح في المركز.

## المواقع الأخرى والترشيحات والبرامج

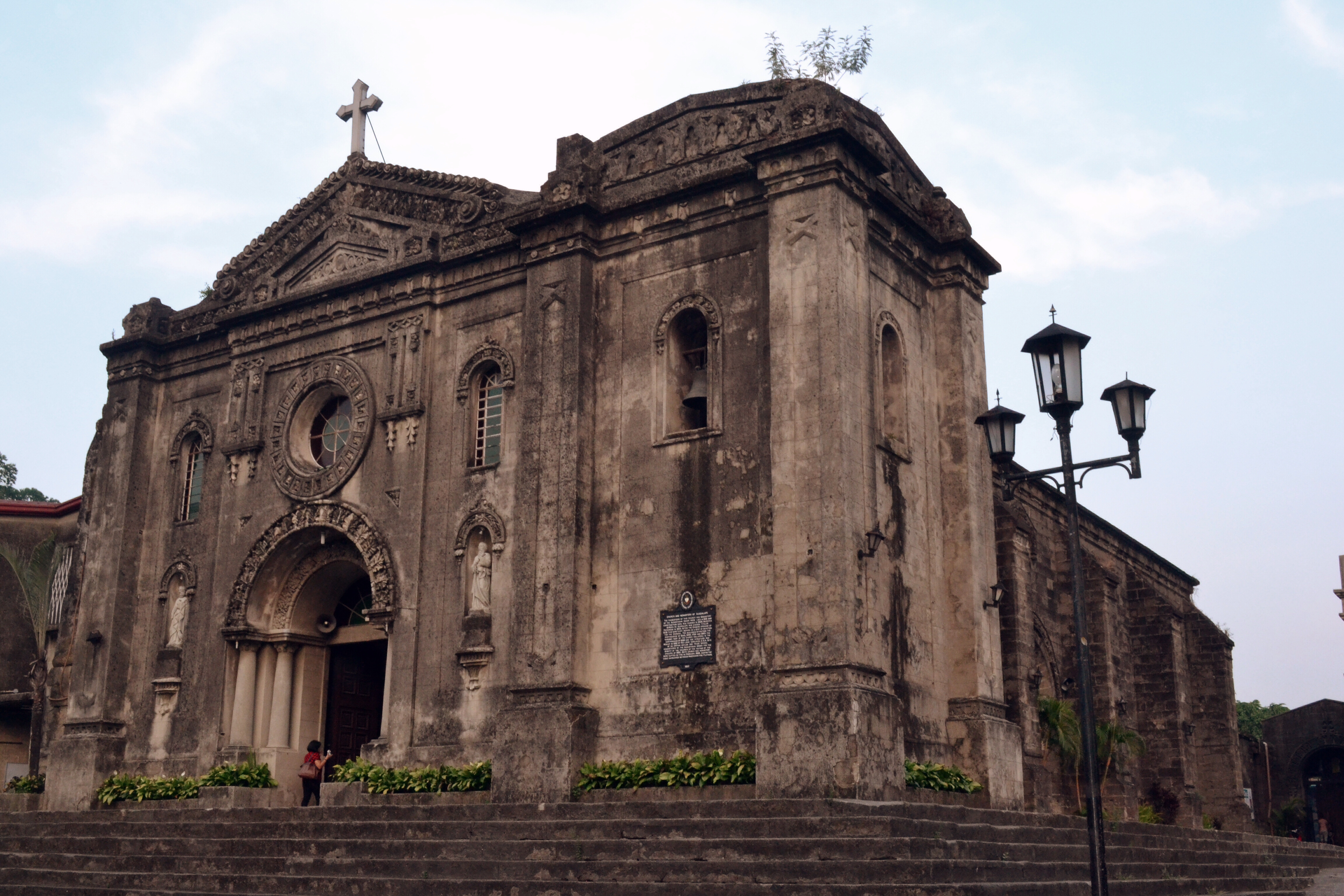
كنيسة نويسترا سينيورا دي غراثيا

بالإضافة إلى الكنائس التي يشملها موقع التراث العالمي لليونسكو 677، تُعد كاتدرائية فيغان كنيسة أخرى ضمن لائحة التراث العالمي لليونسكو، وهي مشمولة في مدينة فيغان التاريخية (التنقيح 502 لدبيلو إتش إس).
يجري تشجيع الفلبين، وهي بلد يحوي مئات الكنائس التاريخية، لتكون أكثر نشاطًا في إشراك الحكومة الوطنية والجهات الخاصة والعامة المعنية في إقامة المزيد من المواقع المصنفة من اليونسكو على أنها مواقع تراث عالمي في الفلبين للحفاظ على الثروات الوطنية بصورة فعالة وجعل السياحة الوطنية مزدهرة.

### الملحقات المقترحة لموقع التراث العالمي رقم 677

#### مواقع مؤقتة

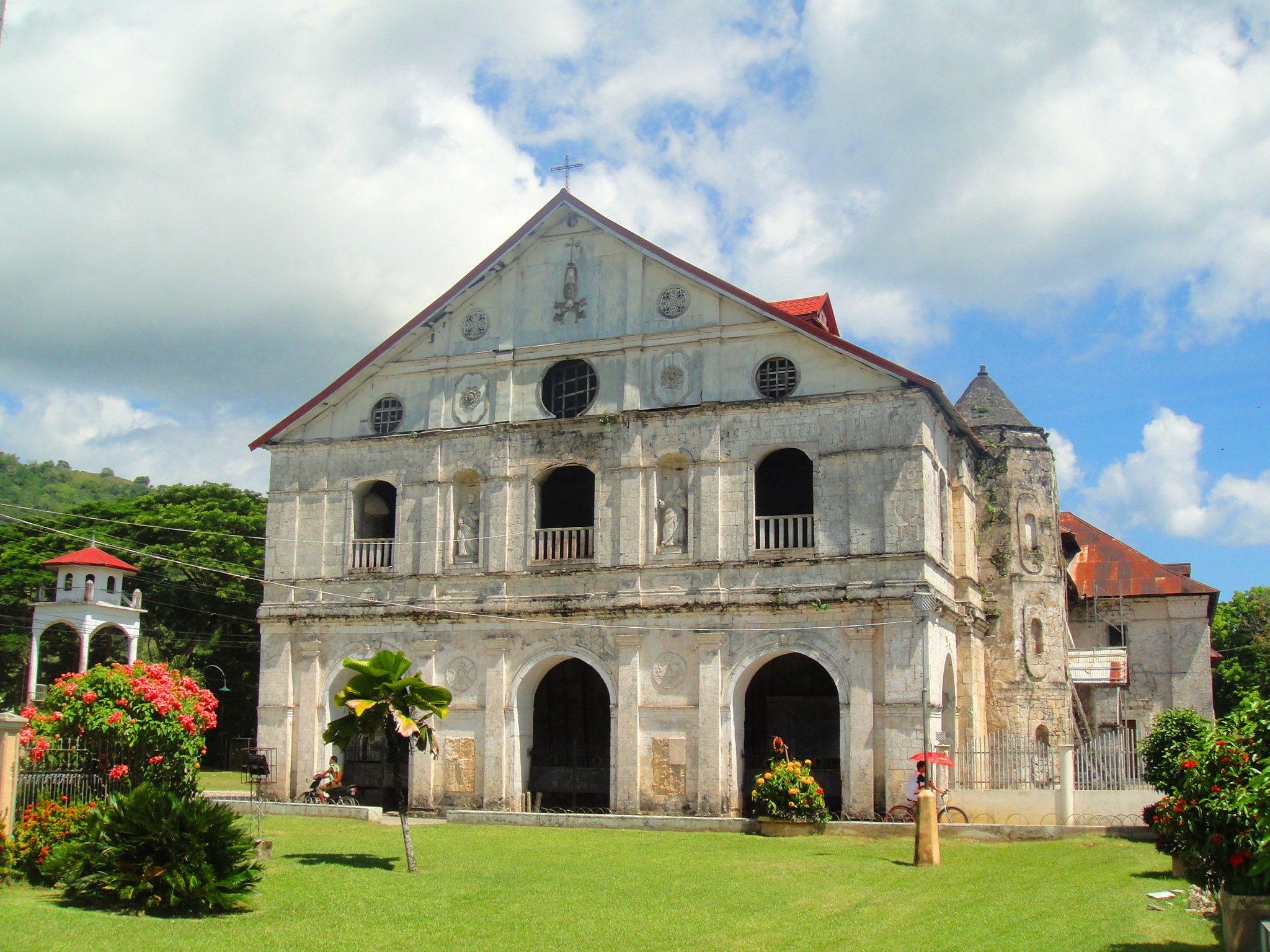
كنيسة لوبوك

المواقع التجريبية الرسمية الحالية للملحقات هي:
- كنيسة لوبوك في بلدية لوبوك، مقاطعة بوهول (كانت سابقًا جزءًا من الكنائس اليسوعية المرشحة في الفلبين).
- كنيسة بولجون في بلدية بولجون، مقاطعة سيبو.
- كنيسة غويوان في بلدية غويوان، مقاطعة سامار الشرقية (كانت سابقًا جزءًا من الكنائس اليسوعية المرشحة في الفلبين).
- كنيسة توماويني في بلدية توماويني، مقاطعة إيزابيلا.
- كنيسة لازي في بلدية لازي، مقاطعة سيكويجور.

#### مواقع مؤقتة سابقة

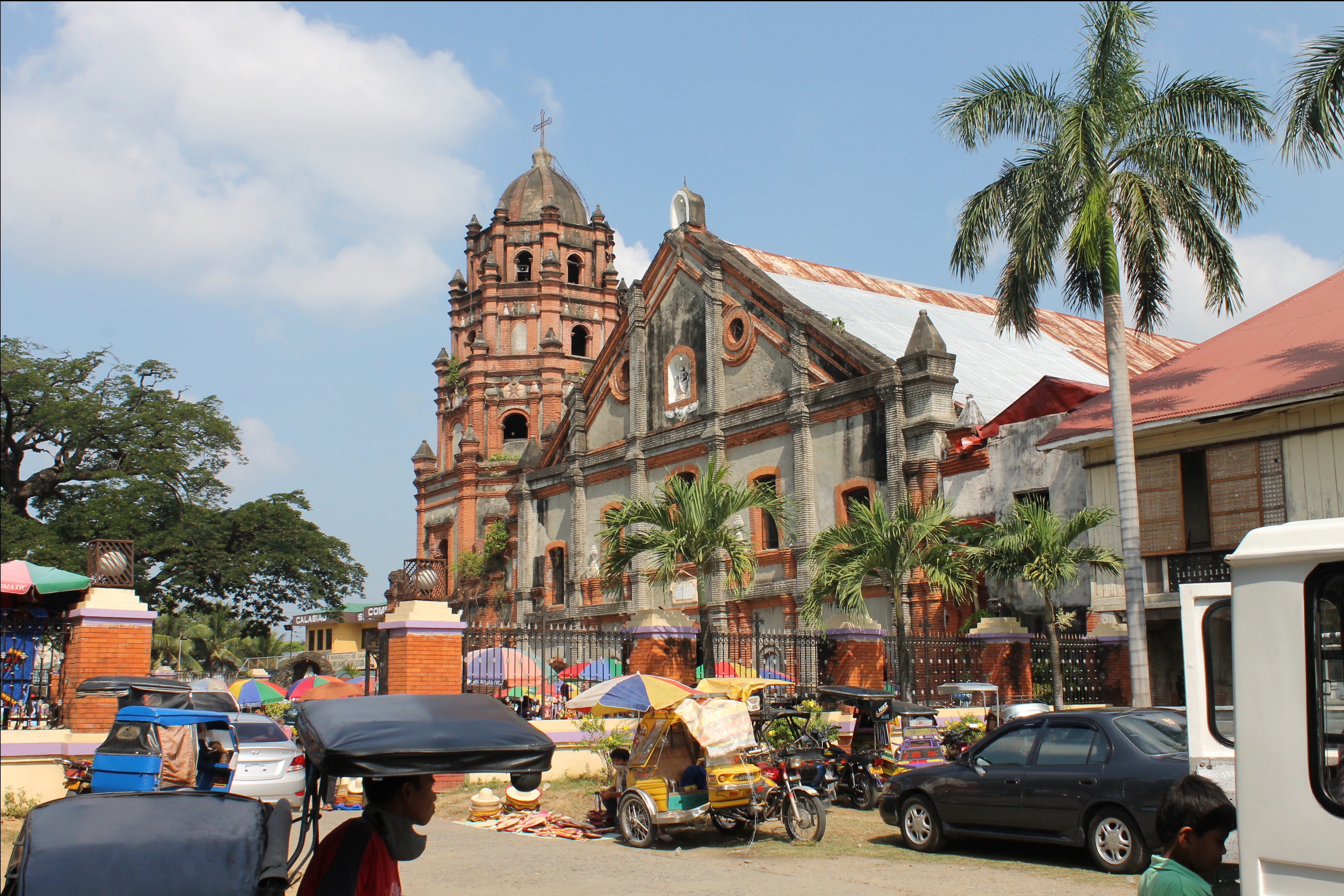
كنيسة القديسين بطرس وبولس

كانت الكنائس الآتية موجودة في لائحة الفلبين المؤقتة لكنها استُبعدت بتوصية من اليونسكو في عام 2015 بسبب الوضع الحالي للكنائس. قد تُعاد الكنائس إلى اللائحة المؤقتة مرة أخرى حالما يتم إكمال عملية إعادة التأهيل. في الوقت الحالي، تخضع كنيسة سان سيباستيان لعملية ترميم.
- كنيسة باكلايون في بلدية باكلايون، مقاطعة بوهول (كانت سابقًا جزءًا من الكنائس اليسوعية المرشحة في الفلبين).
- كنيسة ماراغوندون في بلدية ماراغوندون، مقاطعة كافايت (كانت سابقًا جزءًا من الكنائس اليسوعية المرشحة في الفلبين).
- كنيسة سان سيباستيان في مانيلا (مرشحة لمرة واحدة).

### الثروات الوطنية الثقافية

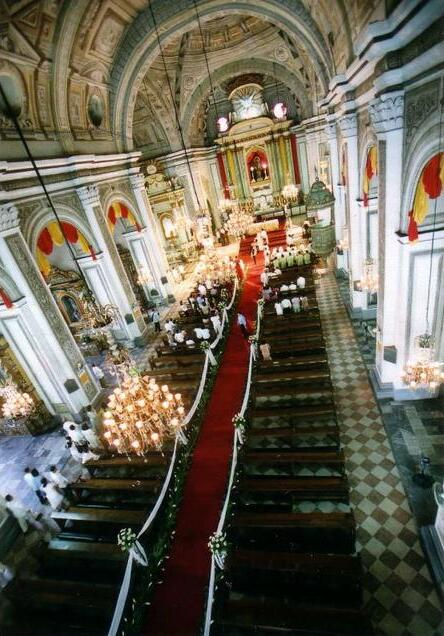
القسم الداخلي لكنيسة سان أوغسطين في إنتراموروس (مانيلا)

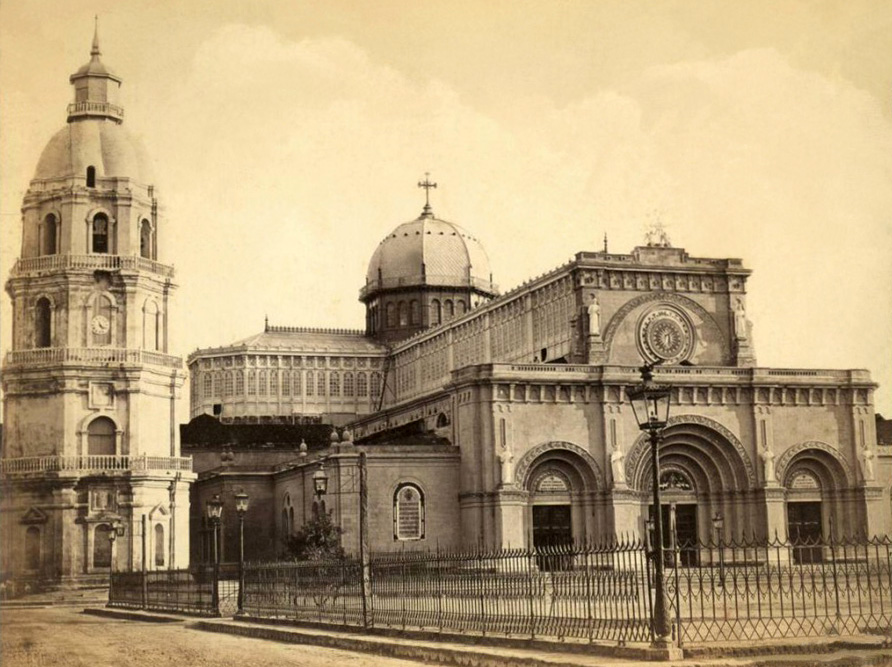
كاتدرائية مانيلا

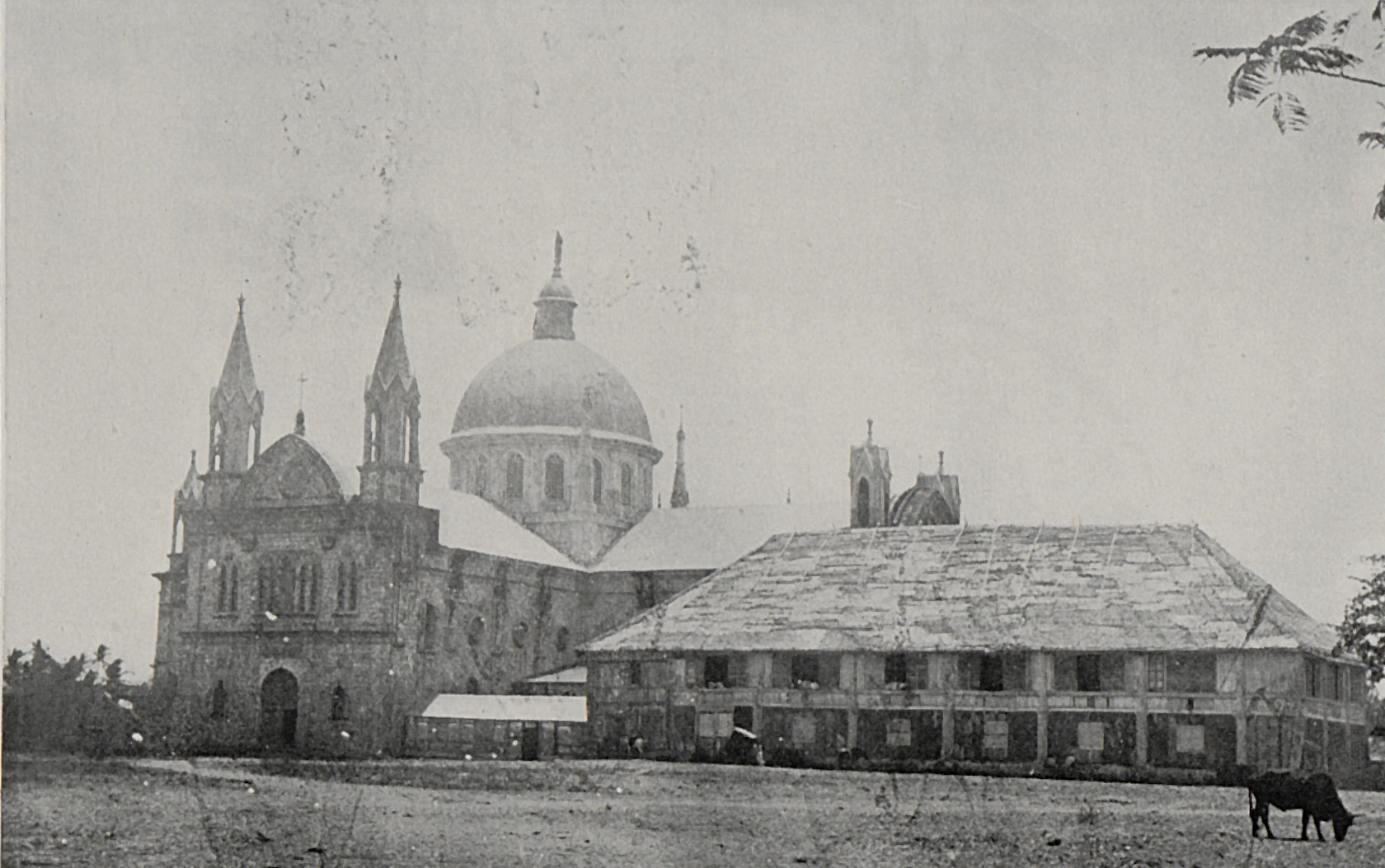
كاتدرائية أوتون إيلويلو القديمة التي دُمرت بسبب الزلزال في عام 1948 وهُدمت بعد ذلك. الجزء الداخلي لكنيسة أوتون

حددت اللجنة الوطنية الفلبينية للثقافة والفنون (إن سي سي إيه) أكثر من ثلاثين كنيسة من الحقبة الإسبانية ليجري الحفاظ عليها وحمايتها كي تكون ذات أهمية كبيرة، وقد سُجلت هذه الكنائس ثروةً وطنية ثقافية.
مُنحت الأفضلية لهذه الكنائس اعتمادًا على التمثيل الجغرافي للمناطق المتنوعة عبر الدولة، لا بسبب الأهمية التاريخية فقط:
1. أبرشية كنيسة سان أوغسطين في بلدية باكونغ، مقاطعة نيغروس أورينتال
2. أبرشية كنيسة سيدة الحبل بلا دنس في بلدية بالايان، مقاطعة باتانغاس
3. أبرشية كنيسة سانتياغو أبوستول في بلدية غواغوا، مقاطعة بامانغا
4. أبرشية كنيسة باتروسينو دي ماريا في بلدية بولغون، مقاطعة سيبو
5. أبرشية كنيسة القديسة روزا ليما في بلدية غلمو، مقاطعة إيزابيلا
6. أبرشية كنيسة القديسين بطرس وبولس في بلدية كالاسياو، مقاطعة بانغاسينان
7. أبرشية كنيسة فيسينت فيرير في بلدية دوباكس ديل سور، مقاطع نويفا فيزكايا
8. أبرشية كنيسة سيدة الحبل بلا دنس في بلدية غويوان، مقاطعة سامار الشرقية
9. أبرشية كنيسة القديسين بطرس وبولس في مدينة تيغيغيوراو، محافظة كاغيان
10. أبرشية كنيسة سيدة الحبل بلا دنس في بلدية جاسان، مقاطعة ميساميس الشرقية
11. أبرشية كنيسة سان خوان باوتيستا في بلدية هيمينيز، مقاطعة ميساميس أوكسيدنتال
12. أبرشية كنيسة سان إيسيدرو لابرادور في بلدية لازي، مقاطعة سيكويجور
13. أبرشية كنيسة سان بيدرو وسان بابلو في بلدية لوبوك، مقاطعة بوهول
14. أبرشية كنيسة القديسة كاترين الإسكندرانية في بلدية لونا، مقاطعة لا يونيون
15. أبرشية كنيسة سان كارلوس بوروميو في بلدية ماهاتاو، باتينس
16. أبرشية كنيسة في بلدية ماغسينغال، مقاطعة إيلوكوس سور
17. أبرشية كنيسة سان غروغيريو ماغنو في بلدية ماجايجاي، مقاطعة لاغونا
18. أبرشية كنيسة انتقال السيدة العذراء في بلدية ماراغوندون، مقاطعة كافايت
19. أبرشية كنيسة سان آندراوس في بلدية ماسينلوك، مقاطعة زامباليز
20. أبرشية كنيسة سانتا مونيكا في بلدية باناي، مقاطعة كابيز
21. كاتدرائية سان خوسيه في بلدية رمبلون، مقاطعة رمبلون
22. أبرشية كنيسة سان واكين في بلدية سان واكين، إيلويلو
23. أبرشية كنيسة سان خوان باتيستا في مدينة تاباكو، مقاطعة ألباي
24. أبرشية كنيسة سان إيلديفانزو في بلدية تاناي، مقاطعة ريزال
25. أبرشية كنيسة سان بابلو في بلدية سان بابلو، مقاطعة إيزابيلا
26. بازيليكيا القديس ميخائيل الصغرى في مدينة تاياباس، كويزون
27. أبرشية كنيسة القديسة كاترين الإسكندرانية في بلدية تايوم، مقاطعة أبرا
28. أبرشية كنيسة سان متياس في بلدية توماويني، مقاطعة إيزابيلا
29. أبرشية كنيسة سانتا كروز في بلدية ماريبوجوك، مقاطعة بوهول
30. أبرشية كنيسة سان آندراوس في بلدية باكارا، مقاطعة إيلوكوس نورت
31. أبرشية كنيسة سانتا آنا في مقاطعة سانتا آنا، مانيلا
32. أبرشية كنيسة داراغا (الواجهتان الشرقية والغربية، وبرج الجرس، والمعمودية) في بلدية داراغا، مقاطعة ألباي
33. أبرشية كنيسة لون في بلدية لون، مقاطعة بوهول
34. أبرشية كنيسة سانتا مونيكا في مينالين، مقاطعة بامبانغا
35. أبرشية كنيسة سان نيكولاس آوف تولنتينو في بلدية ديمياو، مقاطعة بوهول

### الممتلكات الثقافية المهمة
1. أبرشية القربان المقدس في جامعة ديليمان، مدينة كويزون
2. كنيسة سان أوغسطين (لوباو) في بلدية لوباو، مقاطعة بامبانغا
3. كنيسة انتقال السيدة العذراء (بولاكان) في بلدية بولاكان، مقاطعة بولاكان

## وصلات خارجية
- كنائس الفلبين الباروكية - موقع اليونسكو (بالإنجليزية)